# 莱昂纳多·E·希尔
莱昂纳多·E·希尔爵士（英語：Sir Leonard Erskine Hill，1866年6月2日—1952年3月30日）是一位英国医生和生理学家，1900年当选皇家学会会士。他是流行病学家和统计学家奥斯汀·布拉德福德·希尔的父亲，他的父亲是作家和文艺评论家乔治·B·N·希尔。